# Valentino Valentini
Valentino Valentini (Bologna, 28 giugno 1962) è un politico italiano.
Dal 2 novembre 2022 viceministro delle imprese e del made in Italy nel governo Meloni, è stato deputato alla Camera dal 28 aprile 2006 al 12 ottobre 2022.

## Biografia
Nato a Bologna il 28 giugno 1962, dopo essersi laureato in Interpretazione e aver conseguito un master in Business a Publitalia, nel 1985 Valentini venne assunto come interprete di conferenza al Parlamento europeo, grazie al fatto di parlare correntemente numerose lingue straniere fra cui inglese, russo, tedesco, francese, spagnolo e olandese.
Più tardi venne presentato dall'eurodeputato Antonio Tajani al leader di Forza Italia, Silvio Berlusconi, eletto deputato al Parlamento Europeo, che lo assunse come proprio assistente.
Nel 2001, in seguito alla vittoria della Casa delle Libertà alle elezioni politiche e la formazione del secondo governo presieduto da Berlusconi, Valentini fu nominato capo dell'ufficio del Presidente del Consiglio, consigliere speciale per le relazioni estere e tutor delle imprese italiane all'estero (specialmente in Russia). In tale veste iniziò a seguire Berlusconi in tutti i suoi viaggi all'estero, preparandone i discorsi e facendogli da interprete personale. Durante questo periodo cominciò anche a essere inviato a Mosca da Berlusconi per seguire le trattative tra Eni e Gazprom, al di fuori dei canali diplomatici formali, in contatto con Antonio Fallico, di ZAO Banca Intesa, consulente di Gazprom.

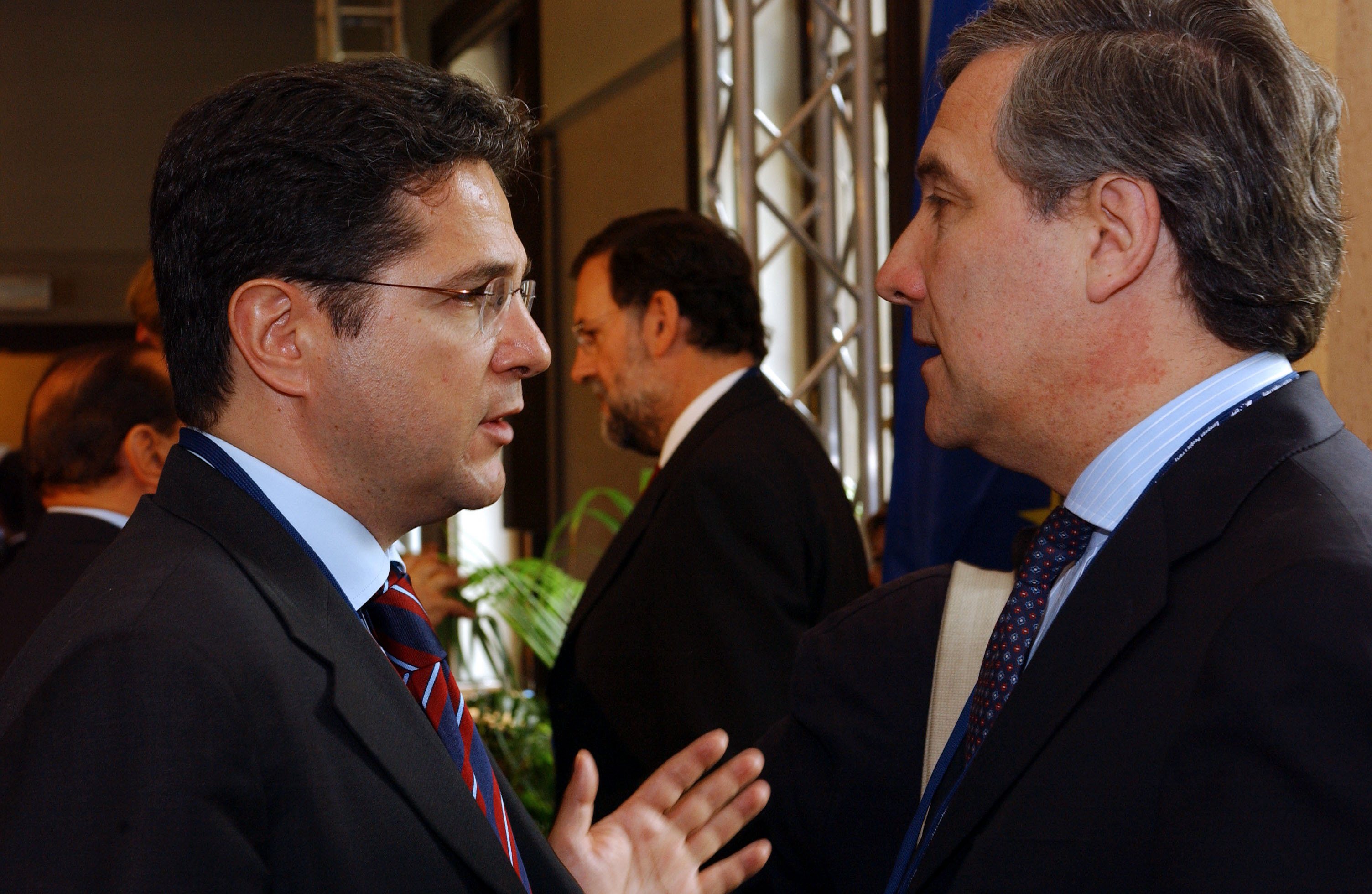
Valentino Valentini con Antonio Tajani nel 2005.

Nel 2005 venne insignito dal presidente della Federazione Russa Vladimir Putin dell'Ordine di Lomonosov.
Successivamente è stato candidato ed eletto deputato alle elezioni del 2006, per Forza Italia, e rieletto nel 2008, nelle liste del Popolo della Libertà. La sua attività parlamentare è però quasi inesistente: dal 2006 non ha presentato nessun progetto di legge come primo firmatario, mozione, o ordine del giorno.
Come risulta da un documento reso pubblico da Wikileaks, il 26 gennaio 2009 Ronald Spogli, ambasciatore statunitense a Roma, lo definiva "l'uomo chiave di Berlusconi in Russia, che viaggia senza staff né segreteria diverse volte al mese. Non è chiaro cosa vada a fare a Mosca, ma ci sono pesanti indiscrezioni sul fatto che presidi gli interessi di Berlusconi in Russia". Valentini nel 2015 nel libro di Alan Friedman su Berlusconi replicherà che «quel memo è completamente assurdo».
Il 16 novembre 2013, contestualmente alla sospensione delle attività del Popolo della Libertà, aderisce alla rinascita di Forza Italia di Berlusconi, venendo nominato il successivo 24 gennaio 2014 Responsabile per i rapporti internazionali del partito.
Con la riorganizzazione del partito voluta dal consiglio di famiglia di Berlusconi (i figli, Gianni Letta, Fedele Confalonieri e Niccolò Ghedini) dopo il suo intervento al cuore del 2016, Valentini tornò a lavorare al fianco del Cavaliere in coppia con Sestino Giacomoni.
Alle elezioni politiche del 2018 è stato ricandidato alla Camera, tra le liste di Forza Italia nel collegio plurinominale Lombardia 1 - 02, venendo rieletto deputato. Nella XVIII legislatura della Repubblica è stato vice-capogruppo vicario del gruppo parlamentare di Forza Italia alla Camera, scelto il 9 marzo 2021 con l'elezione di Roberto Occhiuto come capogruppo.

### Viceministro delle imprese e del made in Italy
Alle elezioni politiche anticipate del 2022 viene ricandidato alla Camera, come capolista di Forza Italia nel collegio plurinominale Emilia-Romagna - 02, ma non viene rieletto.
Con la vittoria della coalizione di centro-destra alle politiche del 2022 e la seguente nascita del governo presieduto da Giorgia Meloni, il 31 ottobre 2022 viene indicato dal Consiglio dei Ministri come viceministro delle imprese e del made in Italy nel governo Meloni, entrando in carica dal 2 novembre e affiancando il ministro Adolfo Urso.

## Procedimenti giudiziari

### Ruby Ter
Il 30 giugno 2015 la procura di Milano notificò l'avviso di fine indagini a 34 indagati, tra cui Valentini, accusato di falsa testimonianza nell'inchiesta Ruby Ter riguardante le cene di Arcore. Il 24 luglio seguente la procura di Milano chiese per lui e altre 12 persone l'archiviazione, che venne accolta il 6 novembre dello stesso anno dal GIP per mancanza di prove certe.

### Violazione delle norme COVID
Il 22 marzo 2020 viene denunciato dalla polizia municipale ai sensi dell'articolo 650 del codice penale per inosservanza dei provvedimenti dell'autorità: è stato sorpreso a correre a Villa Borghese nonostante il divieto di fare sport all'aperto in relazione all’emergenza corona virus.